# 빅 에어 쇼우강
빅 에어 쇼우강(영어: Big Air Shougang, 중국어 간체자: 首钢滑雪大跳台, 병음: Shǒugāng huáxuě dà tiàotái)은 중화인민공화국 베이징시 스징산구에 위치한 스노보드 빅 에어 종목과 프리스타일 스키 빅 에어 종목 전용 경기장이다. 4,912명을 수용할 수 있다.

## 역사
이 장소는 기존에 쇼우강그룹이 운영하는 제철소 자리였으나, 2008년 하계 올림픽 개최 이전에 개최 지역 주변에서 발생하는 대기 오염을 우려해서 폐쇄 및 철거되어 빈 자리였다. 2022년 동계 올림픽 빅 에어 종목 개최를 위해 빅 에어 쇼우강 경기장을 2018년 착공했다. 2019년 11월 1일에 준공되었다. 이 경기장은 세계 최초로 영구적으로 사용하는 빅 에어 종목 경기장이 되었다.
2022년 동계 올림픽의 스노보드 빅 에어 종목과 프리스타일 스키 빅 에어 종목을 이 경기장에서 진행한다. 이 경기장은 베이징 지구(Beijing Cluster)의 유일한 스키, 스노보드 종목 경기장이며, 베이징 국가 스피드 스케이팅 체육장과 함께 동계 올림픽을 위해 새로 건설된 경기장 두 곳 중 한 곳이다.

## 기록

### 스노보드
아래는 빅 에어 쇼우강에서 기록한 스노보드의 세부 종목별 최고 점수를 기록한 목록이다.
| 종목     | 세부 종목   | 이름 | 국가 | 점수 | 대회               | 날짜 |
| -------- | ----------- | ---- | ---- | ---- | ------------------ | ---- |
| 스노보드 | 남자 빅에어 |      |      |      | 2022년 동계 올림픽 |      |
| 스노보드 | 여자 빅에어 |      |      |      | 2022년 동계 올림픽 |      |

### 프리스타일 스키
아래는 빅 에어 쇼우강에서 기록한 프리스타일 스키의 세부 종목별 최고 점수를 기록한 목록이다.
| 종목            | 세부 종목   | 이름        | 국가     | 점수   | 대회               | 날짜           |
| --------------- | ----------- | ----------- | -------- | ------ | ------------------ | -------------- |
| 프리스타일 스키 | 남자 빅에어 | 비르크 루드 | 노르웨이 | 187.75 | 2022년 동계 올림픽 | 2022년 2월 7일 |
| 프리스타일 스키 | 여자 빅에어 | 구아이링    | 중국     | 188.25 | 2022년 동계 올림픽 | 2022년 2월 8일 |

## 같이 보기
- 2022년 동계 올림픽
- 2022년 동계 올림픽 경기장